# Campeonato Mundial de Pentatlón Moderno de 2004
El XLIV Campeonato Mundial de Pentatlón Moderno se celebró en Moscú (Rusia) entre el 25 y el 30 de mayo de 2004 bajo la organización de la Unión Internacional de Pentatlón Moderno (UIPM) y la Federación Rusa de Pentatlón Moderno.

## Concurso masculino

### Individual
| Puesto | Atleta                 | País            | TIR  | ESG | NAT  | HÍP  | CAR  | Total |
| ------ | ---------------------- | --------------- | ---- | --- | ---- | ---- | ---- | ----- |
| Oro    | Andrejus Zadneprovskis | Lituania        | 1120 | 792 | 1332 | 1140 | 1224 | 5608  |
| Plata  | Lee Choon-Huan         | Corea del Sur   | 1144 | 860 | 1220 | 1200 | 1172 | 5596  |
| Bronce | Libor Capalini         | República Checa | 1024 | 916 | 1332 | 1144 | 1164 | 5580  |

### Equipos
| Puesto | País            | TIR  | ESG  | NAT  | HÍP  | CAR  | Total  |
| ------ | --------------- | ---- | ---- | ---- | ---- | ---- | ------ |
| Oro    | Rusia           | 3060 | 2692 | 3808 | 3292 | 3408 | 16.260 |
| Plata  | República Checa | 3132 | 2524 | 3800 | 3336 | 3220 | 16.012 |
| Bronce | Italia          |      |      |      |      |      | 15.068 |

### Relevos
| Puesto | País           | TIR  | ESG | NAT  | HÍP  | CAR  | Total |
| ------ | -------------- | ---- | --- | ---- | ---- | ---- | ----- |
| Oro    | Rusia          | 1012 | 952 | 1280 | 1200 | 1040 | 5484  |
| Plata  | Estados Unidos | 1072 | 868 | 1240 | 1200 | 1052 | 5432  |
| Bronce | Corea del Sur  | 1168 | 784 | 1200 | 1152 | 1068 | 5372  |

## Concurso femenino

### Individual
| Puesto | Atleta              | País        | TIR  | ESG | NAT  | HÍP  | CAR  | Total |
| ------ | ------------------- | ----------- | ---- | --- | ---- | ---- | ---- | ----- |
| Oro    | Zsuzsanna Vörös     | Hungría     | 1084 | 944 | 1308 | 1184 | 1104 | 5624  |
| Plata  | Kate Allenby        | Reino Unido | 1120 | 944 | 1240 | 1172 | 1096 | 5572  |
| Bronce | Tatiana Mazurkevich | Bielorrusia | 1108 | 888 | 1184 | 1152 | 1160 | 5492  |

### Equipos
| Puesto | País        | TIR  | ESG  | NAT  | HÍP  | CAR  | Total  |
| ------ | ----------- | ---- | ---- | ---- | ---- | ---- | ------ |
| Oro    | Reino Unido | 2880 | 2412 | 3700 | 3416 | 3628 | 16.036 |
| Plata  | Bielorrusia | 3264 | 2440 | 3416 | 3376 | 3368 | 15.864 |
| Bronce | Rusia       | 3216 | 2580 | 3408 | 3408 | 3244 | 15.856 |

### Relevos
| Puesto | País        | TIR  | ESG | NAT  | HÍP  | CAR  | Total |
| ------ | ----------- | ---- | --- | ---- | ---- | ---- | ----- |
| Oro    | Polonia     | 1036 | 736 | 1168 | 1132 | 1072 | 5144  |
| Plata  | Bielorrusia | 1060 | 784 | 1132 | 1112 | 1040 | 5128  |
| Bronce | Francia     | 964  | 904 | 1196 | 1168 | 892  | 5124  |

## Medallero
| Núm. | País            | Oro | Plata | Bronce | Total |
| ---- | --------------- | --- | ----- | ------ | ----- |
| 1    | Rusia           | 2   | 0     | 1      | 3     |
| 2    | Reino Unido     | 1   | 1     | 0      | 2     |
| 3    | Hungría         | 1   | 0     | 0      | 1     |
|      | Lituania        | 1   | 0     | 0      | 1     |
|      | Polonia         | 1   | 0     | 0      | 1     |
| 6    | Bielorrusia     | 0   | 2     | 1      | 3     |
| 7    | Corea del Sur   | 0   | 1     | 1      | 2     |
|      | República Checa | 0   | 1     | 1      | 2     |
| 9    | Estados Unidos  | 0   | 1     | 0      | 1     |
| 10   | Italia          | 0   | 0     | 1      | 1     |
|      | Francia         | 0   | 0     | 1      | 1     |
|      | TOTAL           | 6   | 6     | 6      | 18    |